# Chefs-d’œuvre classiques de l’opéra français
Chefs-d’œuvre classiques de l’opéra français, auch Collection Michaëlis genannt, ist eine von Théodore de Lajarte (1826–1890) unter Mitwirkung von César Franck, François-Auguste Gevaert, Alexandre Guilmant, Vincent d’Indy, Charles Poisot, Louis Soumis, Jean-Baptiste Weckerlin  und anderen herausgegebene Reihe mit wichtigen Werken der französischen Opernmusik. Sie erschien in 38 nicht nummerierten Bänden in 7 Serien in Paris, einige Bände auch Leipzig o. J. (1877–83) und umfasst Klavierauszüge von insgesamt 41 Opern und Balletten.

## Inhaltsübersicht

Lully: Alceste, 1881

Komponist / Operntitel / * (Sternchen) = Digitalisat
- Balthasar de Beaujoyeulx (= Baltazarini): Ballet comique de la reine
- Robert Cambert: Trio-bouffe de Cariselli, (jeweils der 1. Akt von) Pomone* und Les peines et les plaisirs de l’amour*;
- André Campra: L’Europe galante, Les festes vénitiennes, Tancrède
- Charles-Simon Catel: Les Bayadères*;
- Pascal Collasse: Thétis et Pélée
- André Cardinal Destouches: Issé *, Omphale, Les éléments (mit Michel-Richard Delalande)
- Jean-François Lesueur: Ossian
- Jean-Baptiste Lully: Alceste, Armide, Atys, Bellérophon, Cadmus et Hermione, Isis, Persée, Phaëton, Proserpine, Psyché, Thésée, Les saisons (mit Pascal Collasse)
- François-André Danican Philidor: Ernelinde
- Niccolò Piccinni: Didon, Roland
- Jean-Philippe Rameau: Castor et Pollux, Dardanus, Les festes d’Hébé, Hippolyte et Aricie, Les Indes galantes, Platée, Zoroastre
- Antonio Sacchini : Chimène ou le Cid, Renaud
- Antonio Salieri: Les Danaïdes, Tarare